# Palacio de Augustín-Zulueta
El palacio Augustin Zulueta, está situado en Vitoria (Álava, España).

## Historia
El palacio fue edificado entre 1912 y 1916 para el matrimonio formado por Ricardo Augustin y Elvira Zulueta en el paseo de Fray Francisco, zona noble del ensanche vitoriano. El proyecto fue redactado por los arquitectos Julián de Apraiz y Javier Luque, diseñadores de la Catedral Nueva de Vitoria y restauradores de la Catedral de Burgos.
El proyecto se diseña con un marcado carácter historicista. Se busca, siguiendo las tendencias de principios de siglo, la exaltación de los valores vernáculos, pero sin renunciar a la claridad geométrica y pureza de volúmenes. La monumentalidad en la definición de los detalles llama la atención del observador, quedando el recuerdo de una obra compleja y que, por el contrario, es sencilla y esquemática de trazado.

## Descripción
El edificio es un volumen casi cúbico que cuenta con un cuerpo adosado de acceso principal y otro, con una escalinata, de salida al jardín. El cuerpo principal dispone de un semisótano y tres alturas. Dividiendo los pisos nos encontramos con fuertes molduras que marcan las alturas en todo el perímetro. Los huecos de planta semisótano son arcos pareados marcadamente moldurados. La baja se abre al exterior a través de balcones con dintel arquitrabado sobre ménsulas. Los de la planta primera, más complejos, lo hacen bajo frontones curvos. El último piso vuelve a tener ventanas pareadas.
Como remate del volumen cúbico encontramos una balaustrada, resaltada en el centro de cada paño y en las esquinas. Esta balaustrada trae recuerdos de las cresterías góticas, interpretando, a modo del siglo XX, los pináculos.
El adosado que conforma la entrada principal no es más, en planta baja, que un zaguán previo, construido con tres grandes arcos de piedra. El piso superior forma una galería donde, entre las pilastras de piedra, destacan las amplias ventanas. La composición de huecos es en ejes verticales con pequeñas variaciones. Estos cambios de ritmo destacan las salas o elementos que quieren destacarse. Así, encontramos en la fachada oeste una generosa escalinata semicircular para salir al jardín. En el alzado este, un hueco altísimo de arco apuntado marca la existencia de la capilla de la casa.
La planta es muy sencilla y esquemática, un simple cuadrado. Al interior, en el eje principal del cuadrado se encuentra una gran escalinata de madera enfrentada a la entrada, con decoración cerámica de Juan Ruiz de Luna. En el piso superior, el centro del cuadrado se encuentra abierto en doble altura mediante una balconada de forja y madera muy trabajada. Esta doble altura se encuentra iluminada por un lucernario, cuya luz se filtra a través de una vidriera, firmada por la Casa Maumejean. El resto de estancias se reparten alrededor de este espacio central.
La decoración más importante se encuentra en esta doble altura, escalera, suelos de distintas maderas, zócalos a media altura, techos decorados con composiciones geométricas, molduras de escayola policromadas, etc. El resto de carpinterías de las plantas baja y primera son, igualmente, de una magnífica calidad. Llaman la atención puertas, jambas, zócalos, todos los suelos de las estancias son distintos, aunque diseñados con similar criterio, creándose formas geométricas de maderas de distintos colores. En planta baja, y ocupando doble altura, se encontraba la capilla, profusamente decorada con madera. Destaca la sillería que ocupa la parte baja de las paredes. Los trabajos de ebanistería y carpintería fueron encargados a Salustiano Mendía y a la Casa Ibargoitia, y la pintura y el papel pintado al pintor Clemente Arraiz.
La parcela original se cierra con una espléndida reja de forja (realizada por la Casa Ballarín de Barcelona y bronces de Miquel Blay i Fabrega) y pilastras de piedra, y dos pabellones que resuelven el encuentro con las parcelas colindantes.
La Diputación Foral de Álava compró el edificio en 1941 y lo acondicionó para su uso como Museo de Bellas Artes de Álava. Posteriormente se construyó un pabellón como ampliación del museo. El proyecto fue redactado y dirigido por Jesús Guinea.
La obra consistió en un adosado posterior, cuyo único punto de unión con el bloque principal se produce en la zona de escalera. La nueva edificación no interfiere con la antigua, puesto que deja un espacio libre entre ambos. Su altura es de dos pisos, creando, en su primera crujía, una continuidad de líneas de cornisa que luego va desdibujando. Los acabados de fachada son de piedra similar a la del palacio. El diseño neutro, ayudado de la vegetación y arbolado existentes, hace que el citado añadido pase completamente desapercibido.
Posteriormente el museo ha sufrido varias rehabilitaciones, todas ellas ejecutadas con gran respeto al inmueble, por lo que, a pesar de las adaptaciones funcionales realizadas, se ha seguido manteniendo el carácter del mismo. Ya en el año 2000 fue necesario adecuar los accesos del museo, tanto en lo referente a control como en la posibilidad de facilitar la entrada a personas con problemas de movilidad. Se ejecutó una obra de ampliación que no restó protagonismo alguno al inmueble original. Se creó un pequeño pabellón de acceso, de cristal y madera, exento, de planta baja y con un cierto carácter efímero que le impide la competencia con el cuerpo principal. Puesto que este pabellón se convierte en acceso principal del conjunto, debe quedar en una posición visible. Por ello es colocado junto al palacio, ligeramente retrasado, ocultando su punto de unión, de manera que el diafragma que Jesús Guinea diseñó vuelve a ser utilizado como centro de comunicaciones de los tres núcleos. Este proyecto fue redactado por el arquitecto provincial José Luis Catón.